# Swift Current (Terre-Neuve-et-Labrador)
Pour les articles homonymes, voir Swift Current (homonymie).
Swift Current est une communauté canadienne située sur l'île de Terre-Neuve dans la province de Terre-Neuve-et-Labrador.

## Annexe